# After (film, 1990)
After (v originále אפטר) je izraelský krátký film z roku 1990, který režíroval Eytan Fox jako svůj absolventský projekt na univerzitě v Tel Avivu. Snímek měl světovou premiéru na mnichovském festivalu studentských filmů v roce 1990.

## Děj
Děj filmu se odehrává v roce 1982 během první libanonské války. Četa rekrutů nasazená na výcviku na Golanech jede za odměnu na krátkou dovolenou do Jeruzaléma. Během výletu se Jonatan zatoulá do Parku nezávislosti – místa známého jako místo setkávání gayů – kde zjistí, proč s ním jeho velitel, poručík Erez zachází tak tvrdě. Posadí se na lavičku a všimne si, že Erez také vstoupil do parku. Ereze zde osloví muž a odcházejí spolu. Jonatan jde za nimi a následuje je na veřejné toalety, kde je svědkem jejich sexuálního styku. Erez na toaletách ztratí svůj vojenský průkaz. Jonatan se vrátí k autobusu se zpožděním a Erez ho za to potrestá cviky před ostatními. Když si Erez všimne průkazu v Jonatanově ruce, nařídí vojákům, aby nastoupili do autobusu. Erez přistoupí k Jonathanovi a beze slova si vezme svůj průkaz.

## Obsazení
| Gil Frank          | Erez        |
| Hanoch Re'im       | Jonatan     |
| Tzufit Grant       | Mali        |
| Yuval Carmi        | seržant     |
| Benjamin Jagendorf | Ido         |
| Uri Mauda          | Gozali      |
| Moshe Ferster      | Morgenstein |
| Mohammed Hirzalla  | Rahamim     |
| Dana Cohen         | Shira       |

## Ocenění
V listopadu 1990 získal film první cenu na mnichovském festivalu studentských filmů.